# Santa Rita d'Oeste
Santa Rita d'Oeste es un municipio brasileño del estado de São Paulo. La ciudad tiene una población de 2.543 habitantes (IBGE/2010) y un área de 210,1 km². Santa Rita d'Oeste pertenece a la Microrregión de Jales.

## Historia
- Fundación: 22 de mayo de 1952

## Geografía
Se localiza a una latitud 20º08'37" sur y a una longitud 50º49'48" oeste, estando a una altitud de 400 metros.
Posee un área de 210,1 km².

### Demografía
Datos del Censo - 2010
Población total: 2.543
- Urbana: 1.773
- Rural: 770
- Hombres: 1.264[5]
- Mujeres: 1.279

Densidad demográfica (hab./km²): 12,10
Datos del Censo - 2000
Mortalidad infantil hasta 1 año (por mil): 14,00
Expectativa de vida (años): 73,24
Tasa de fertilidad (hijos por mujer): 2,29
Tasa de alfabetización: 83,41%
Índice de Desarrollo Humano (IDH-M): 0,752
- IDH-M Salario: 0,646
- IDH-M Longevidad: 0,787
- IDH-M Educación: 0,824

(Fuente: IPEAFecha)

## Administración
- Prefecto: Walter Martins Muller (2009/2012)
- Viceprefecto: Maria José Batista de Souza
- Presidente de la cámara: Rosy Ávila (2009/2012)Reelecta

## Religión
El Cristianismo está presente en la ciudad de la siguiente manera:

### Iglesia Católica
La iglesia católica del municipio forma parte de la Diócesis de Jales.

### Iglesia Protestante
En la ciudad están presentes las más diversas creencias evangélicas, principalmente pentecostales, incluidas las Asambleas de Dios de Brasil (la iglesia evangélica más grande del país), Congregación Cristiana, entre otras. Estas denominaciones están creciendo cada vez más en todo Brasil.